# Lubow Burda
Lubow Wiktorowna Burda (ros. Любовь Викторовна Бурда, ur. 11 kwietnia 1953 w Woroneżu) – radziecka gimnastyczka. Dwukrotna medalistka olimpijska.
Brała udział w dwóch igrzyskach (IO 68, IO 72), na obu zdobywała złote medale w drużynie. Była mistrzynią świata w drużynie w 1970, na tej samej imprezie zajęła trzecie miejsce w skoku. W 2001 została uhonorowana miejscem w Galerii Sławy Gimnastyki. Jej mężem był Nikołaj Andrianow, jeden z najbardziej utytułowanych gimnastyków w historii.